# Jesús Mendoza Gámez
José Jesús Mendoza Gámez war ein mexikanischer Fußball-, Basketball- und Baseballtrainer sowie Sportfunktionär, der zunächst beim Club Deportivo Nacional und anschließend beim Stadtrivalen Club Deportivo Guadalajara engagiert war.

## Leben
Zwischen 1934 und 1936 trainierte Mendoza Gámez unter anderem die Basketballmannschaft und die Fußballmannschaft des Club Deportivo Nacional, bei dem er 1934 auch als Sekretär und ein Jahr später als Präsident tätig war.
1939 trainierte der ursprünglich aus Piedras Negras im Bundesstaat Coahuila kommende Mendoza Gámez die Baseballmannschaft des Club Deportivo Guadalajara, dessen Präsident er von 1941 bis 1943 zum Abschluss der Amateurepoche und vor Einführung des Profifußballs war.